# Shirley Fry

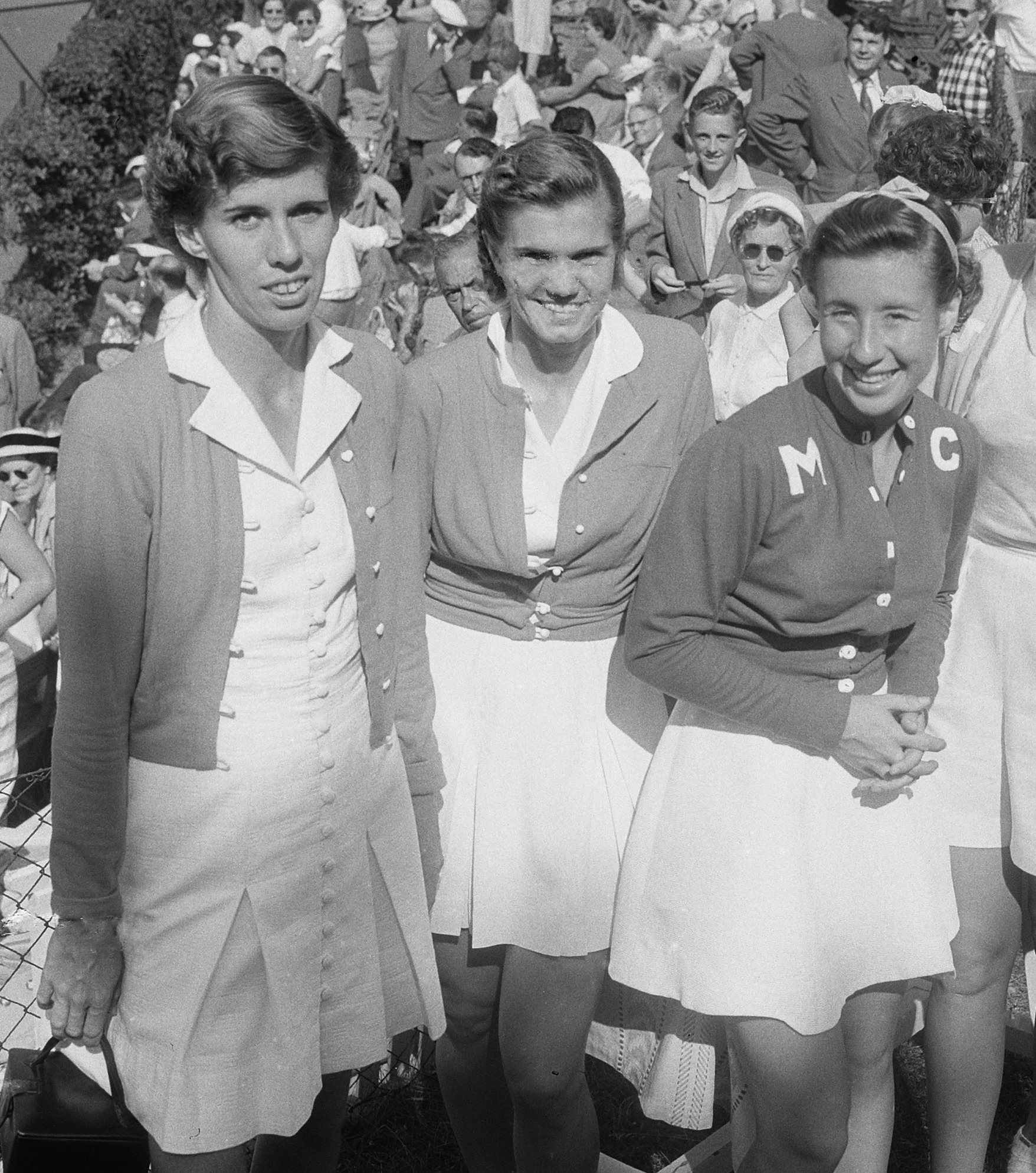
Doris Hart, Shirley Fry und Maureen Connolly, 1953

Shirley Fry Irvin (* 30. Juni 1927 als Shirley Fry in Akron, Ohio; † 13. Juli 2021 in Naples, Florida) war eine US-amerikanische Tennisspielerin.
Sie gewann in ihrer Karriere 17 Grand-Slam-Titel, davon vier Titel im Einzel (einen bei jedem Grand-Slam-Turnier), zwölf im Doppel und einen im Mixed. Elf ihrer zwölf Siege im Doppel erreichte sie zusammen mit Doris Hart, einer ebenfalls in den 1950er Jahren erfolgreichen Spielerin. Im Jahr 1956 war sie die Nummer 1 der Damenweltrangliste. Als eine der schnellsten Spielerinnen zu ihrer Zeit war sie eine Gegnerin der unvergessenen Maureen Connolly und ihrer Freundin Doris Hart. Im Jahr 1957 beendete sie ihre Karriere als Tennisspielerin. 1970 wurde sie in die Hall of Fame des Tennissports aufgenommen.
Im Badminton gewann sie 1952 die Mexico International im Damendoppel mit Peggy Vilbig.

## Persönliches
Im Februar 1957 heiratete sie Karl Irvin.